# 三浦義和 (アニメーター)
三浦 義和（みうら よしかず）は、日本の映像作家、アニメーター。主にNHKの音楽番組「みんなのうた」などのアニメーションを制作している。

## 作成作品一覧

### みんなのうた
- ◆は5分間1曲枠の楽曲。
- 1.123（bless4）2004年12月・2005年1月放送
- 2.ハロハログッバイ（井上ジョー）2010年10月・11月放送